# Свободная методистская церковь
Свободная методистская церковь (FMC) — христианская конфессия, основанная на методистских традициях и движении святости. Она возникла в Соединенных Штатах и придерживается евангельских принципов. С теологической точки зрения, церковь следует уэслианско-арминианскому учению.
Свободная методистская церковь объединяет верующих более чем в 100 странах. В США их 62 516 человек, а всего в мире — 1 547 820. Официальный журнал церкви — Light & Life. Мировой центр служения расположен в Индианаполисе, штат Индиана.

## История

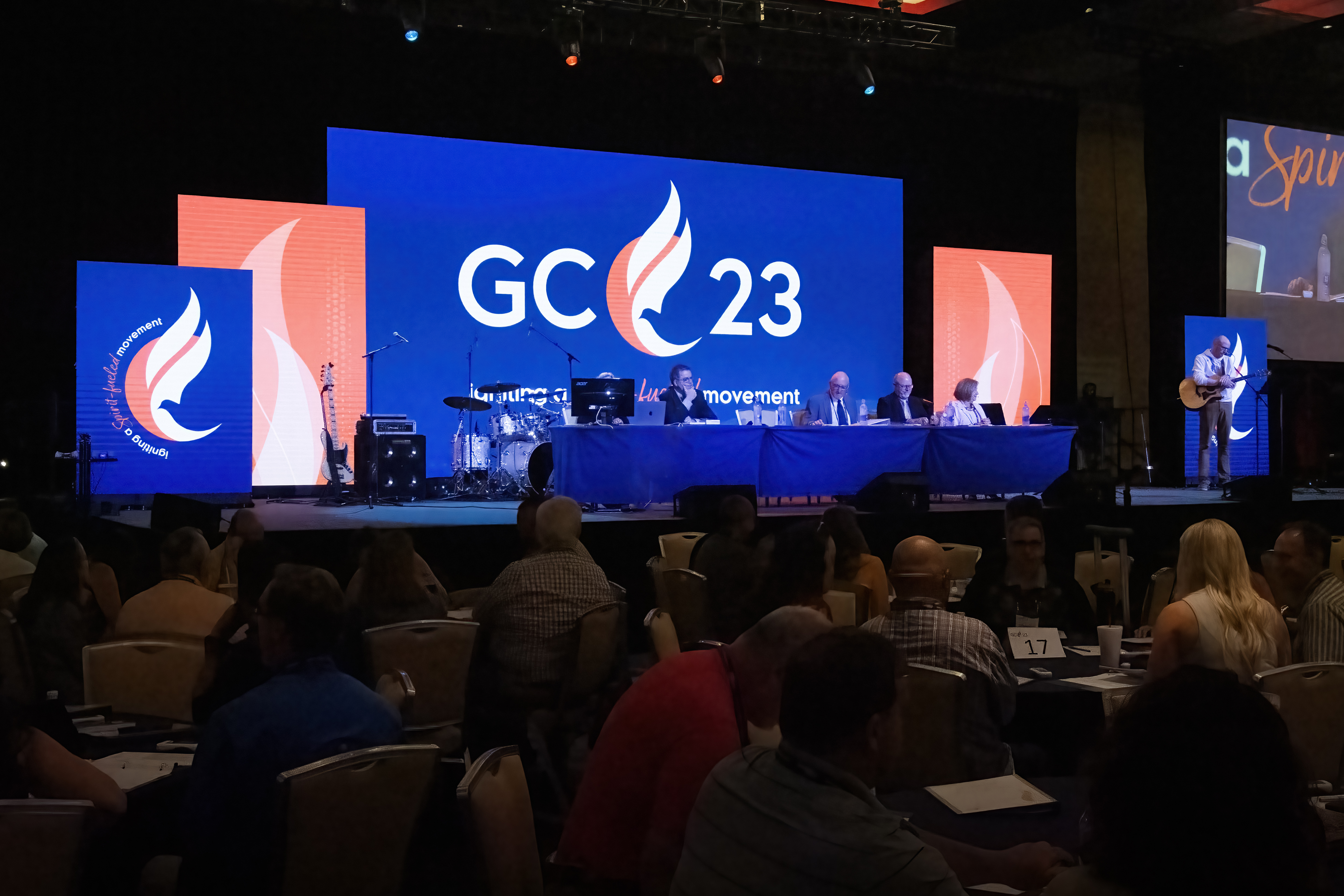
Генеральная конференция Свободной методистской церкви США 2023 г.

Свободная методистская церковь возникла в 1860 году в городе Пекин, штат Нью-Йорк. Её основатели, бывшие члены Методистской епископальной церкви, были исключены из общины за приверженность истинному уэслианскому методизму. Под руководством преподобного Бенджамина Тайтуса Робертса, выпускника Уэслианского университета, движение быстро набирало силу. Организовывались общества, строились церкви и налаживалась работа.
До создания церкви Робертс начал выпускать ежемесячный журнал «The Earnest Christian». В 1868 году появилась организация The Free Methodist, ныне известная как Light & Life. В 1886 году основали издательство для выпуска книг, периодических изданий, учебных программ и литературы для воскресных школ.
Название «Методистская» осталось для новой церкви, потому что её основатели считали себя продолжателями подлинных доктрин и стандартов методизма. Их исключили из Методистской епископальной церкви именно за приверженность этим принципам. Слово «Свободный» добавили, чтобы подчеркнуть шесть ключевых идей новой церкви. Во-первых, она выступала против рабства. Во-вторых, хотела, чтобы скамьи в церкви были бесплатными для всех, без различий по статусу, в отличие от распространенной практики продажи или аренды мест. В-третьих, церковь пропагандировала свободу поклонения Святому Духу, отвергая формальные обряды. В-четвертых, она выступала против тайных обществ, особенно масонских лож, чтобы сохранить полную преданность Христу. В-пятых, церковь боролась за свободу от злоупотребления церковной властью, вызванного действиями епископа, который изгнал 120 священнослужителей и мирян. Наконец, она стремилась к полному освящению своих членов через веру и посвящение Святому Духу.
На сессии Генеральной конференции Методистской церкви в Рочестере, штат Нью-Йорк, в 1910 году официально признали несправедливость, совершенную пятьдесят лет назад против покойного Робертса. Его права были восстановлены на публичном собрании, где от его имени выступил его сын, преподобный Бенсон Робертс.
Консервативные сторонники святости из Свободной методистской церкви отделились, чтобы создать Реформатскую свободную методистскую церковь в 1932 году. В 1966-м они основали Объединённую церковь святости, которая в 1994-м присоединилась к Библейскому методистскому объединению церквей. В 1963 году они также образовали Евангелическую уэслианскую церковь.
До 1990 года штаб-квартира Свободных методистов располагалась в Уайнона-Лейк, штат Индиана. Затем конфессия переехала в Индианаполис.
Свободная методистская церковь представила свои основные принципы в XXI веке. В документе говорится о свободе:
1. Свобода всех рас молиться вместе в единстве.
2. Свобода для бедных, чтобы к ним относились с достоинством в церкви и со справедливостью в мире.
3. Свобода для женщин и мужчин на уважительное отношение и равное использование своих даров в церкви, дома и в мире.
4. Свобода мирян быть справедливо представленными в руководящих органах церкви.
5. Свобода от духовных, политических, социальных или концептуальных союзов, которые ставят под угрозу или подрывают исключительную преданность, которую мы исповедуем Иисусу Христу.
6. Свобода участвовать в богослужении, движимом и вдохновленном Святым Духом.
7. Освобождение от власти греха через полное подчинение Богу[10].

## Статистика
По данным на 2021 год, в США около 62 516 верующих. Во всем мире их больше 1,5 миллиона. Особенно много последователей в Восточной Центральной Африке (Руанда, Бурунди, ДРК) и других странах.

## Верования и практики
Свободные Методисты придерживаются стандартных протестантских убеждений Уэсли-арминиан. Особое внимание они уделяют учению о полном освящении, которому следовал Джон Уэсли. От него берёт начало Свободная Методистская Церковь.
Свободная методистская церковь, как и Объединенная методистская церковь, наследует традиции методизма, возникшего в Англии в XVIII веке. Свободная методистская церковь появилась в XIX веке в рамках движения святости внутри методизма.
Первый генеральный суперинтендант Свободной методистской церкви, Б. Т. Робертс, был сторонником рукоположения женщин. Однако при жизни он не увидел, чтобы это произошло. Тем не менее, он выразил свои убеждения в книге «Рукоположение женщин: библейские и исторические взгляды». Его труды в итоге оказали значительное влияние на церковь. В 1911 году Свободная методистская церковь приняла решение рукополагать женщин. По состоянию на июнь 2008 года женщины составляли 11 % среди рукоположённых священнослужителей (216 из 2011) и 26 % среди кандидатов на служение.
Свободные методисты принимают и сертифицируют мирян для определённых церковных обязанностей. Они также требуют, чтобы миряне составляли половину членов церковных советов.
В ответ на использование наемных музыкантов в Методистской епископальной церкви, ранние свободные методисты предпочитали петь общие гимны а капелла на богослужениях. Однако в 1943 году Генеральная конференция приняла решение, что каждая конференция может самостоятельно решать, разрешать ли инструментальную музыку в своих церквях. Это привело к тому, что фортепиано и органы стали широко использоваться на большинстве конференций. Сегодня во многих церквях функционируют группы прославления, включающие вокалистов, барабанщиков, клавишников, гитаристов и других музыкантов.

## Организация
Высшим руководящим органом Свободной методистской церкви является Всемирная конференция, в состав которой входят представители как мирян, так и духовенства из всех стран, где действует Генеральная конференция Свободной методистской церкви. По мере развития церкви в каждой стране её статус повышается от миссионерского округа до ежегодной конференции и Генеральной конференции. В настоящее время в мире существует 20 Генеральных конференций, которые связаны между собой посредством религиозных статей и общей конституции первых двух глав Книги Дисциплины, Всемирной конференции и Совета епископов. В настоящее время отделение Свободной методистской церкви в США возглавляют три епископа: епископ Кит Коуарт, епископ Кей Колде и епископ Кенни Мартин. Епископ Коварт был впервые избран в 2019 году и переизбран в 2023 году. Епископы Колде и Мартин были впервые избраны в 2023 году.

## Мировые Миссии

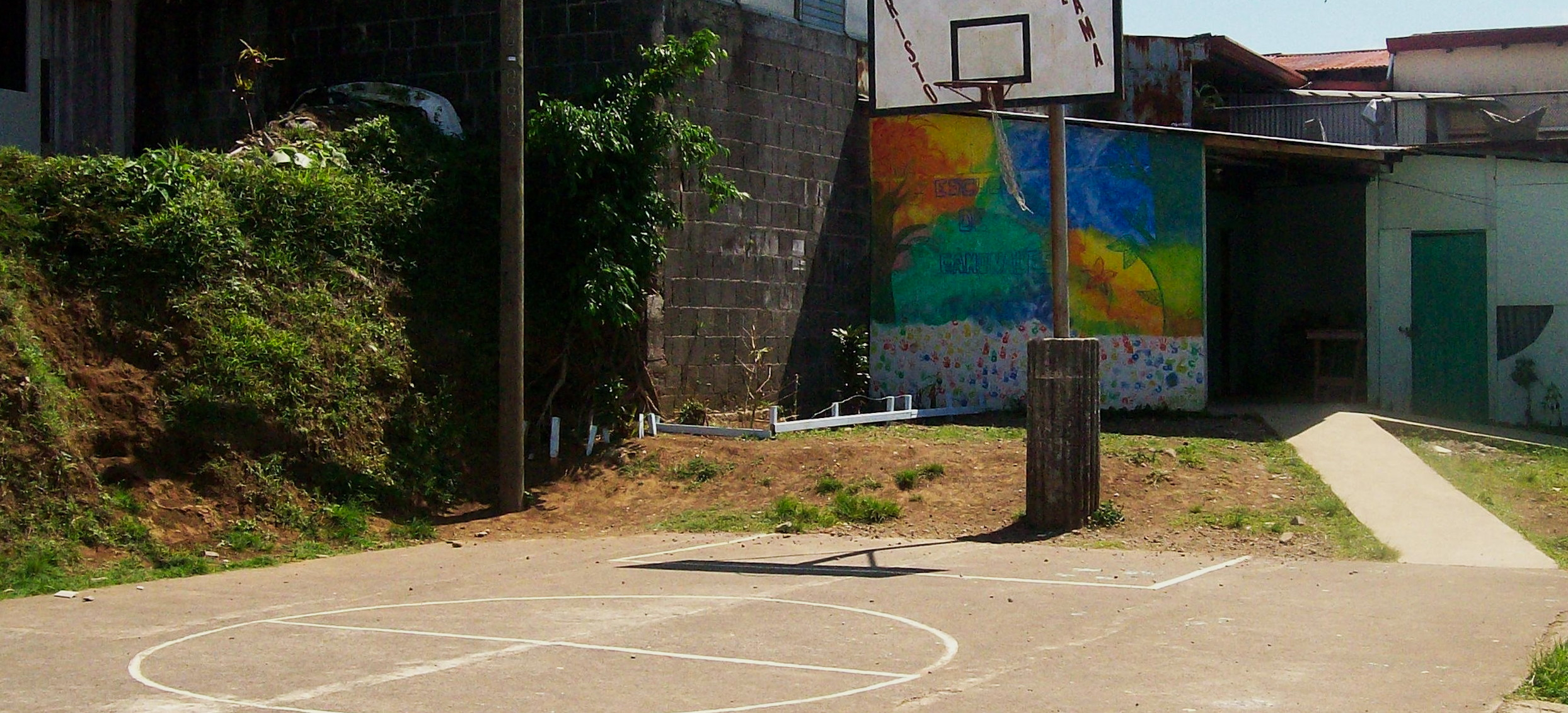
Начальная школа в Коста-Рике, построенная местной миссией Свободной методистской церкви

Free Methodist World Missions заботится о верующих в Африке, Азии, Европе, Латинской Америке и на Ближнем Востоке. Сейчас 95 % свободных методистов живут за пределами США, и эта цифра продолжает расти.
Международная организация ICCM помогает более чем 21 000 детям в 29 странах мира. Благодаря образованию, питанию и медицинской поддержке они получают шанс на лучшую жизнь. Каждый ребёнок, которого поддерживают, присоединяется к местной общине или служению Свободной методистской церкви.
Движение Set Free стремится объединить религиозные общины, финансовых партнеров и всех граждан, чтобы остановить торговлю людьми и построить лучшее будущее через местные инициативы.
Программа «Волонтеры на службе за рубежом» (VISA) объединяет волонтеров из Свободной методистской церкви США и Великобритании с международными миссиями для практической помощи по всему миру.
В настоящее время церковь осуществляет служение в 88 странах, включая:
| Африка | Азия | Европа | Латинская Америка | Ближний Восток                                   | Северная Америка             |
| --- | --- | --- | --- | ------------------------------------------------ | ---------------------------- |
| - Ангола - Ботсвана - Бурунди - Камерун - Демократическая Республика Конго - Эсватини - Эфиопия - Жанр - Гвинея-Бисау - Экваториальная Гвинея - Кот-д'Ивуар - Кения - Либерия - Малави - Мозамбик - Нигерия - Республика Конго - Руанда - Сан-Томе и Принсипи - Сенегал - Сьерра-Леоне - ЮАР - Южный Судан - Танзания - Того - Уганда - Замбия - Зимбабве | - Австралия - Камбоджа - Фиджи - Индия - Япония - Филиппины - Южная Корея - Шри-Ланка - Тайвань - Таиланд | - Албания - Бельгия - Болгария - Франция - Греция - Венгрия - Ирландия - Северная Македония - Португалия - Румыния - Испания - Швеция - Украина - Соединенное Королевство | - Антигуа - Аргентина - Багамские острова - Боливия - Бразилия - Чили - Колумбия - Коста-Рика - Доминиканская Республика - Эквадор - Сальвадор - Гаити - Honduras - Мексика - Никарагуа - Панама - Парагвай - Перу - Пуэрто-Рико - Уругвай - округ 360 Мишн (Коста-Рика) | - Египет - Ирак - Иордания - Израиль - Палестина | - Канада - Соединенные Штаты |

## Высшее образование
В 1866 году Б. Т. Робертс создал учебное заведение, которое сегодня известно как Робертс Уэслианский колледж. В 1873 году основали колледж Спринг-Арбор (в 2001 году он стал университетом Спринг-Арбор). В 1891 году появился университет Сиэтла Пасифик, а через год, в 1892-м, — колледж Гринвилл, который в 2017 году переименовали в университет Гринвилл. Центральный колледж возник в 1914 году как преемник Орлеанской семинарии, основанной в 1884 году. Лос-Анджелесский Тихоокеанский колледж действовал с 1903 по 1965 годы.
Ассоциация объединяет бесплатные методистские школы. Хотя эти учебные заведения не связаны с какой-либо религией, они соответствуют определённым критериям, чтобы поддерживать отношения с Ассоциацией.
- Центральный христианский колледж, Мак-Ферсон, Канзас
- Университет Гринвилля, Гринвилл, Иллинойс
- Университет Робертса Уэслиана, Северный Чили, Нью-Йорк
- Университет Спринг-Арбор, Спринг-Арбор, Мичиган
- Университет Сиэтла Пасифик, Сиэтл, Вашингтон

Свободная методистская церковь поддерживает Университет Азуса Пасифик в Азусе, Калифорния. Колледж Вессингтон-Спрингс, ранее существовавший в Южной Дакоте, ныне закрыт. За рубежом есть Осакский христианский колледж под эгидой Японской свободной методистской церкви. Университет Надежды Африки, недавно открывшийся в Бужумбуре, Бурунди, также входит в сеть. На Гаити действует Университет Провиденс, а в Сан-Паулу, Бразилия, находится Факультет теологии и методизма.